# El retablo de maese Pedro
El retablo de maese Pedro (Il teatro dei burattini di maestro Pietro) è un'opera lirica di Manuel de Falla, composta tra il 1919 e il 1923.
Fu rappresentata nel 1923, prima a Siviglia in forma di concerto nel mese di marzo, poi il 25 giugno nel palazzo della principessa di Polignac a Parigi.

## Trama
L'opera vede come protagonista il proprietario di un teatrino ambulante per marionette, mastro Pietro (Maese Pedro appunto). Quel giorno va di scena la storia di Melisendra, figlia putativa di Carlo Magno e sposa di don Galifero, la quale venne rapita dal sultano di Saragozza. Don Galifero, spronato dal suocero a recuperare la moglie, parte alla volta di Saragozza e riesce a liberarla; subito i soldati arabi di Saragozza si lanciano alla rincorsa dei due sposi che fuggono, ma ecco che dal pubblico si alza un cavaliere, che già precedentemente borbottava ritenendo che il presentatore la facesse troppo lunga, e si lancia con la sua spada contro le marionette saracene, a difesa dei due, distruggendo in pochi colpi tutto il teatrino di Maese Pedro. Si scopre poco dopo che questo cavaliere altri non è che Don Chisciotte in persona che, come al solito, aveva scambiato la finzione con la realtà credendo le due marionette in reale pericolo; così, mentre Maese Pedro si dispera per il suo teatro andato in pezzi, Don Chisciotte addirittura confonde la marionetta di Melisendra con la sua Dulcinea e le canta lodi d'amore, fino ad ergersi sul teatrino sfasciato inneggiando alla virtù dell'errante cavalleria.

## Caratteristiche
Manuel de Falla recupera per quest'opera persino la musica medievale iberica di vari Cancioneros, oltre alla musica popolare spagnola, mescolandole come solo egli sapeva fare. L'uso degli strumenti a fiato rispecchia fedelmente le scenette rappresentate e le percussioni riescono sempre a sottolineare l'animazione. Di sicuro un brano unico nel suo genere, voluto anche dalla collaborazione ed amicizia col poeta García Lorca che in quegli anni organizzava teatrini di marionette essendone grandemente appassionato.